# آولهاوزن
آولهاوزن (به آلمانی: Aulhausen) یک منطقهٔ مسکونی در آلمان است که در رودزهایم آم راین واقع شده‌است. آولهاوزن ۱٬۱۹۲ نفر جمعیت دارد.